# Хутір Дашківський
Хутір Дашківський (до 2016 року — Петрівське) — село в Україні, у Старосинявській селищній громаді Хмельницького району Хмельницької області. Населення становить 43 особи.

## Історія
12 червня 2020 року, відповідно до розпорядження Кабінету Міністрів України № 727-р «Про визначення адміністративних центрів та затвердження територій територіальних громад Хмельницької області», увійшло до складу Старосинявської селищної громади.
19 липня 2020 року, в результаті адміністративно-територіальної реформи та ліквідації Старосинявського району, село увійшло до складу новоутвореного Хмельницького району.

## Населення

### Мова
Розподіл населення за рідною мовою за даними перепису 2001 року:
| Мова       | Кількість | Відсоток |
| ---------- | --------- | -------- |
| українська | 42        | 97.67%   |
| російська  | 1         | 2.33%    |
| Усього     | 43        | 100%     |